# Умлаут
Умла́ут, умля́ут (нем. Umlaut — перегласовка) — фонетическое явление в некоторых германских, кельтских, а также уральских и тюркских языках (например, финском, казахском, уйгурском), заключающееся в изменении артикуляции и тембра гласных: частичная или полная ассимиляция предыдущего гласного последующему, обычно — коренного гласного гласному окончания (суффикса или флексии).

## Умлаут в германских языках
Умлаут есть в таких современных германских языках, как немецкий, шведский, норвежский и исландский.

### Умлаут в древнеанглийском языке
В древнеанглийском языке перегласовка под влиянием последующих [i] и [j] привела к следующим изменениям:
[u] → [y] (*fullijan → fyllan «наполнить»)
[uː] → [yː] (*ontunjan → ontynan «открывать»; ср. tun «ограда»)
[o] → [œ] → [e] (*dohtri → dœhter → dehter «дочь»)
[oː] → [œː] → [eː] (*fōti → fœt → fēt «ноги»; ср.: fōt «нога»)
[a] → [e] (*talljan → tellan «рассказать»; ср. talu «рассказ»)
[aː] → [æː] (*hailijan → hǣlan «исцелять»; hāl «здоровый»)

### Умлаут в древневерхненемецком языке
На ранней ступени истории древневерхненемецкого языка умлаут был комбинаторным фонетическим изменением.
gast «гость» → gesti «гости»
lamb «ягнёнок» → lembir «ягнята»
faran «ехать» → feris «едешь»
kraft «сила» → kreftîg «сильный»
Закрепление умлаута (так называемый первичный умлаут; нем. Primärumlaut) произошло около 750 года ([a]), после чего это явление распространилось по немецким диалектам. Перед рядом сочетаний согласных умлаут отсутствовал:
ht, hs (naht «ночь» / nahti «ночи»; wahsan «расти» / wahsit «растёт»)
согласный + w (garwen «готовить» / garwita)

### Умлаут в современном немецком языке
В немецком языке гласный, подверженная умлауту, палатализируется под влиянием переднего гласного (i или e) в последующем слоге. Исторически, кроме переднего умлаута, имел место также задний (или велярный) умлаут — ассимиляция под влиянием заднего гласного u. Для обозначения изменённой гласной в современном написании используется диакритический знак умлаут:
- Mann — Männer ([a] — [ɛ])
- Haus — Häuser ([au] — [oɪ], соответствуя произношению eu как [oɪ])
- Hof — Höfe ([o] — [œ])
- Buch — Bücher ([u] — [y])

#### Произношение умлаутов
- ä — как э
- ö — положение языка как при э, а губ — как при о
- ü — положение языка как при и, а губ — как при у

## Тюркский умлаут
Наиболее последовательно умлаут проявляется в уйгурском языке (причём как по звуку -i-, являющему фонологически в уйгурском нейтральным, так и по губным): baš «голова» — beši «его/её/их голова», teš- «протыкать» — töšük «дыра». В якутском языке, последовательно реализующем сингармонизм, такой умлаут по сути граничит с аблаутом: хатын//хотун «женщина». С аблаутом же граничит и татарско-башкирское чередование ун '10' — сиксəн//hикhəн '80', туксан//туҡhан '90', поскольку синхронно чередование узкого и широкого тембра необъяснимо.
Обратный сингармонизм распространяется на служебные части, предшествующие главному слову, например: bu kün > bügün «сегодня», bu jıl > bıjıl «в этом году», турецкое o bir > öbür «другой» (двусторонний сингармонизм, регрессивный по ряду, прогрессивный по огубленности).

## Романский умлаут
Романские языки могут различать две, реже и три тембровые характеристики в зависимости от открытости/закрытости последующего гласного.
Палатальная перегласовка (I-умлаут) объясняет некоторые чередования в португальском:
fiz < */fetsi/ «я сделал», но fez < */fetse/ «он сделал»).
Умлаут по-прежнему имеет место в некоторых современных романских языках, например, в центральном венетском, в котором сохранился конечный -i:
te parchigi < */parchégi/ «ты паркуешь свою машину», но parchégio «я паркую».

### Инфлексия
Под инфлексией понимается изменение закрытых o и e в u и i под влиянием последующих гласных u, i или сонантов w, j, а также ряда других согласных, трактующихся как палатальные. Наиболее последовательно проводится в иберо-романских, отсутствует в балкано-романских.

### Балкано-романский умлаут. Рефракция
Рефракцией называется дифтонгизация e > ea (negru-neagră) o > oa (tot-toată) под влиянием последующих a и e в балкано-романских языках. В современном румынском, однако, ea вторично развивается в e под влиянием последующего e, кроме того, рефракция не действует во многих заимствованиях.
Кроме рефракции, в некоторых балкано-романских языках существует аллофоническое варьирование ı//i, a//ə//e в зависимости от последующего гласного (в частности, в литературном румынском).

## Праславянский умлаут
| Передвижение | Праформа и соответствия в других языках                          |
| ------------ | ---------------------------------------------------------------- |
| u → ü → ǐ    | пра-и.е. *yugóm > праслав. *jьgo                                 |
| ū → ǖ → i    | прабалтослав.*sjū́ˀtei > праслав. *šiti                           |
| a → e        | прабалтослав.*pl(j)outia > праслав. *pļūtjè                      |
| ā → ē        | прабалтослав.*arˀtāˀjā > праслав. *ortaja (ē → a по веляризации) |